# برش گردان
«بَرش گردان» (به انگلیسی: Get Him Back) ترانه‌ای از فیونا اپل و یکی از تک‌آهنگ‌های آلبوم ماشین شگفت‌انگیز است که در سال ۲۰۰۵ منتشر شد. این یکی از قطعه‌های آن آلبوم است که نسخهٔ بوتلگ آن پیش از انتشار رسمی‌اش به بیرون درز کرد. «برش گردان» دربارهٔ انتقام‌جویی است.

## محتوا
«برش گردان» عصارهٔ ۱۵ ترانهٔ اولیهٔ اپل در دو آلبوم کشندی و وقتی که مهره پیاده… است. صدای پیانو شنیده می‌شود و او سراغ شخصی می‌رود که به او خیانت کرده‌است: «فقط صبر کن تا برش گردانم، آن‌موقع دیگر پُشتی نخواهد داشت تا خارانده شود». اپل همچنان می‌خواهد مردهایی که او را رنج داده‌اند عذاب بکشند و مانند بیشتر ترانه‌هایش عصبانیتش از آن‌ها را فقط با ۲ آکورد نشان می‌دهد. دیوید براون (موسیقی‌نویس رولینگ استون) از این ترانه با عنوان «فانتزی انتقام» یاد کرده و استیو سوانسون در استریوگام تصویرسازی‌های اپل مثل آن‌جا که می‌گوید: «قصد دارم او را به خانه بیاورم و باز کردنش را تماشا کنم» را عالی، کمی خنده‌دار و کمی تاثرانگیز دانسته‌است.